# Bernard Baruch
Bernard Mannes Baruch, född 19 augusti 1870 i Camden i South Carolina, död 20 juni 1965 i New York i New York, var en amerikansk finansman av judisk börd.
Baruch tog efter 1917, på olika poster, verksam del i arbetet för den amerikanska industrins anpassande efter krigets behov och deltog som ekonomisk rådgivare och sakkunnig under fredsförhandlingarna i Paris 1919.

## Biografi
Barush började sin bana som börsmäklare och skapade en stor förmögenhet, som han senare till stor del donerade till välgörande ändamål. En stor del av förmögenheten tjänade han genom spekulationer på sockermarknaden. År 1910 hade han blivit en av Wall Streets mest kända finansmän.
Hans ställning som ledande finansman och hans goda kontakter inom industrin gjorde att de amerikanska presidenterna Woodrow Wilson och Franklin D Roosevelt  tog hans tjänster i anspråk som rådgivare.
Då USA gick in i första världskriget utsåg president Wilson honom till ordförande i en kommitté med ansvar för USA:s råvaruförsörjning. Under hans ledarskap klarade detta organ att framgångsrikt genomföra den ekonomiska mobiliseringen under krigsåren.
Under Versailles-förhandlingarna fungerade Baruch som ekonomisk expert och var under 1920- och 1930-talen i olika omgångar både officiellt och inofficiellt rådgivare till den amerikanska regeringen.
När USA trädde in i andra världskriget tillsatte president Roosevelt Baruch som särskild rådgivare till direktören för Office of War Mobilization.
President Harry S Truman gav 1946 Baruch uppdraget att studera möjligheterna till kontroll av kärnenergi och kärnvapen och gjorde honom till USA:s chefsförhandlare i FN:s Atomkontrollkommission.
Han lade i juni 1946 fram Baruchplanen, som bland annat byggde på att säkerhetsrådets vetorätt vid brott mot en särskild atomlag skulle sättas ur kraft. Planen omintetgjordes emellertid av Sovjetunionen.
Baruch utgav 1920 boken The making of the reparation and economic sections of the treaty, där han skarpt kritiserade Versaillesfreden. Baruch har också publicerat självbiografiska böcker, My own story (1957) och The public years (1961).